# Indústria armamentística a Espanya

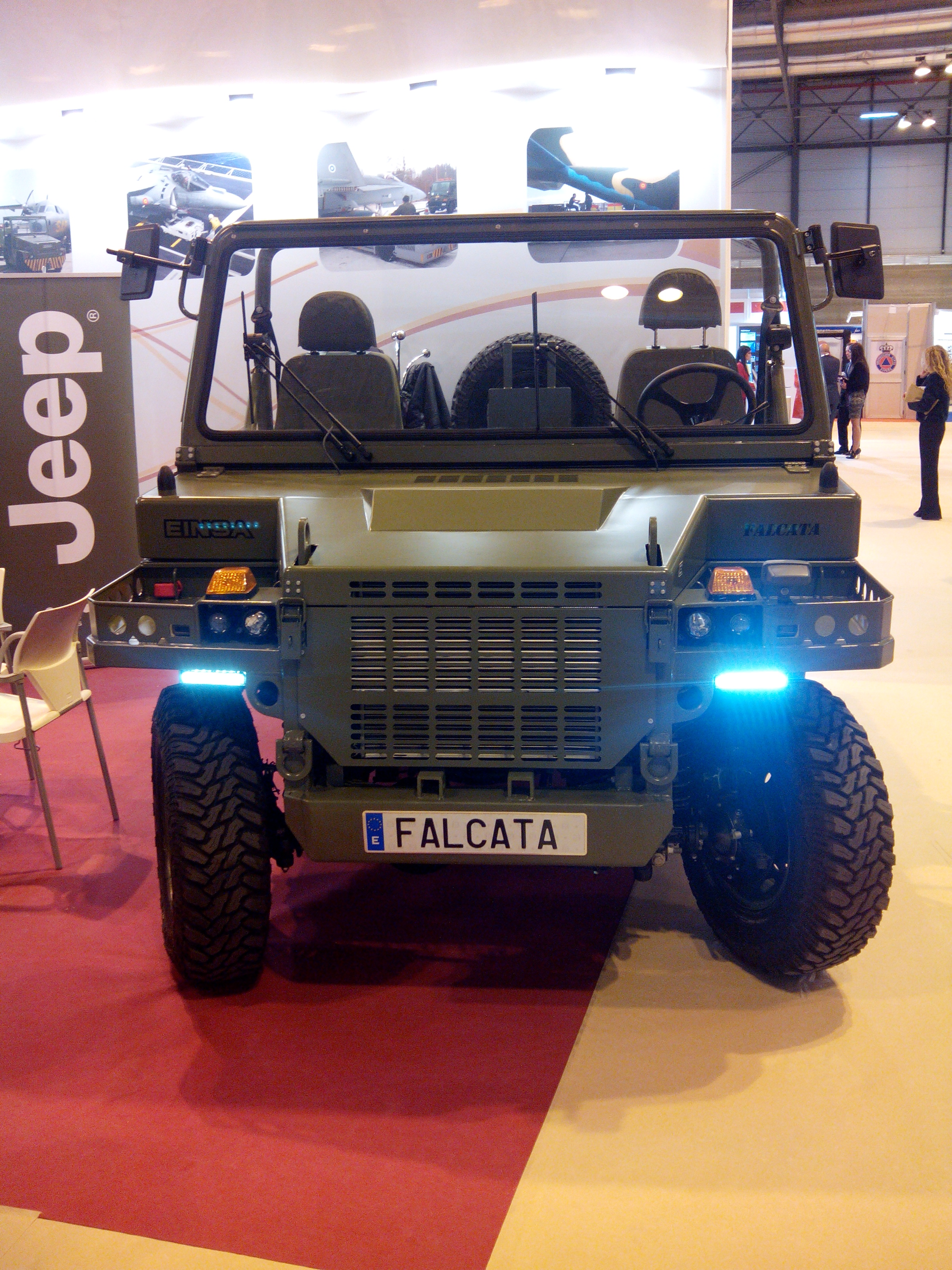
Mula mecànica MM-1A Mk-2, més coneguda per Falcata, produïda per EINSA.

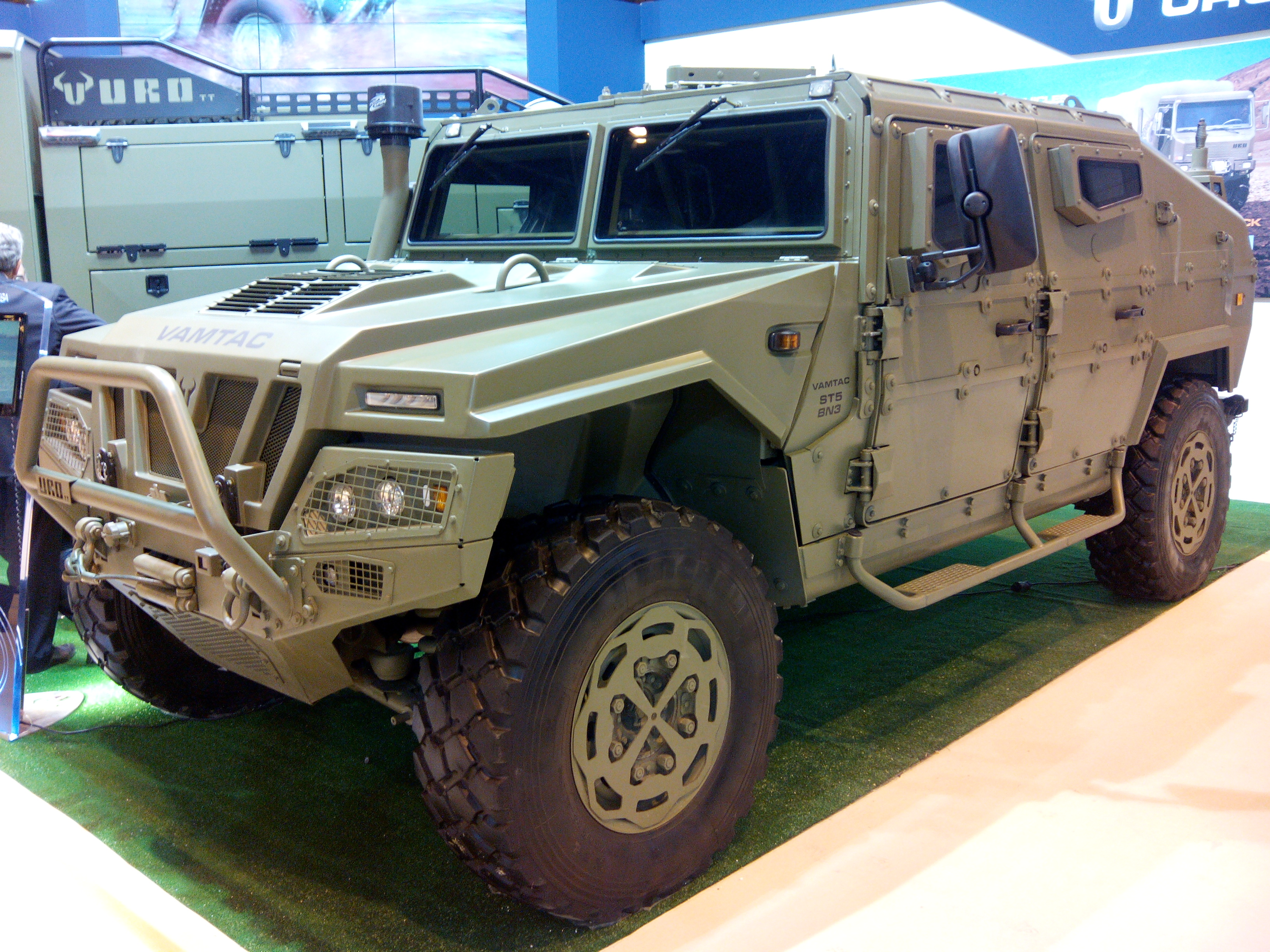
Desenvolupat i produït per UROVESA, gama militar.

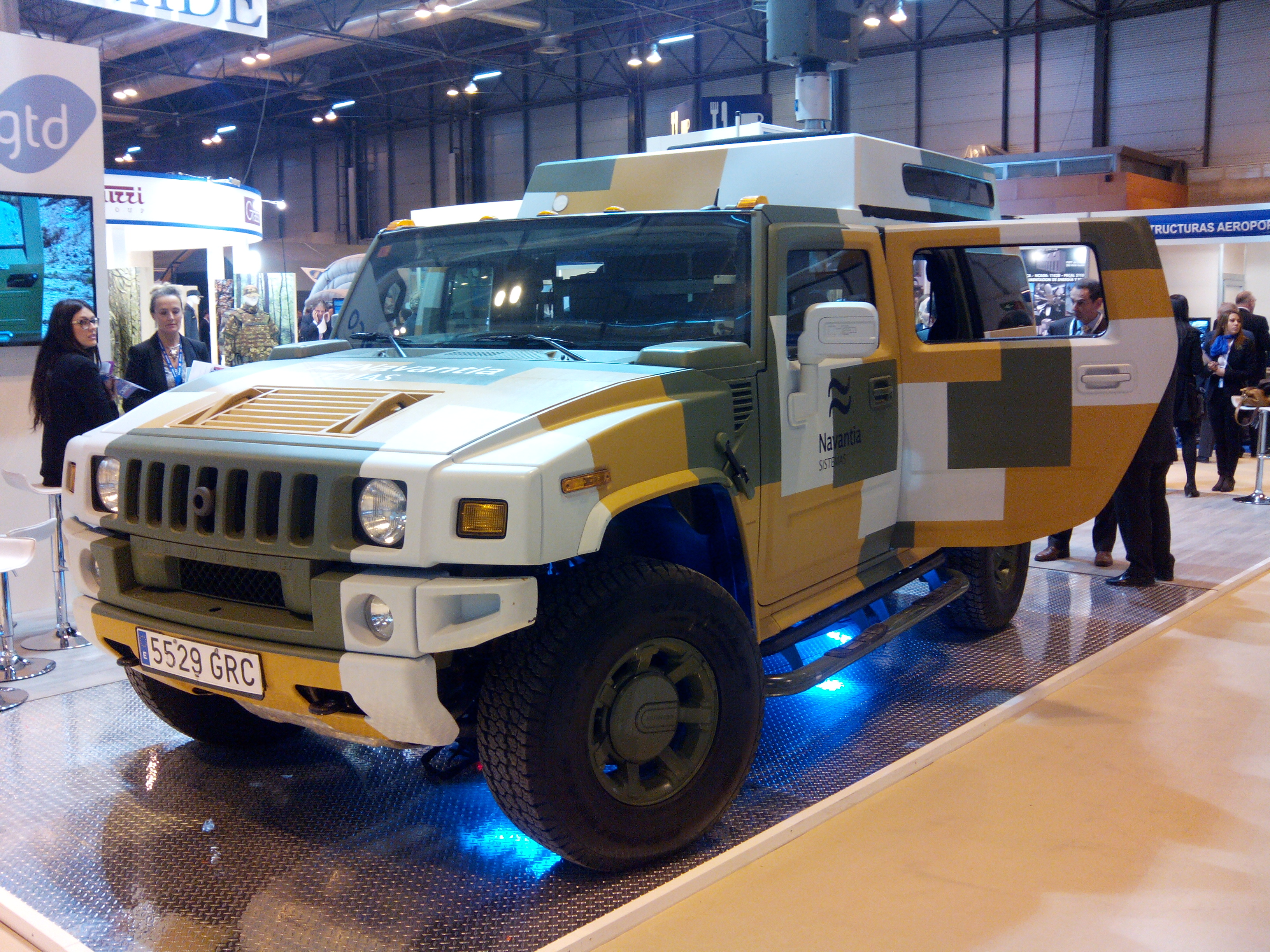
Sistemes d'Exploració i Reconeixement Terrestre (SERT), Navantia.

Pel que fa a la indústria armamentística a Espanya, hi ha més de 130 empreses de defensa, segons el Directori de la Indústria Militar a Espanya del Centre Delàs d'Estudis per la Pau, dependent de la Fundació Justícia i Pau.
Entre elles hi ha algunes de les principals companyies espanyoles dels sectors aeronàutic, tecnològic o industrial, que dediquen part de la seva activitat a la fabricació d'armament, peces o components militars. També hi ha empreses que presten serveis amb especificitats militars.
La indústria militar i de defensa espanyola és una de les més importants del món.
Tres empreses espanyoles (Airbus Military, Navantia i Indra) es troben entre les 100 majors companyies mundials del sector de defensa i seguretat, segons els informes del SIPRI. Per comunitats autònomes, on hi ha més empreses d'armament és a la Comunitat de Madrid (106 empreses), seguida de Catalunya (24), País Basc (18) i Andalusia (18).

## Exportacions
| Any  | Valor exportacions (milions €) |
| ---- | ------------------------------ |
| 2017 | 4.346,7                        |
| 2016 | 4.051,8                        |
| 2015 | 3.720,3                        |
| 2014 | 3.203,2                        |
| 2013 | 3.907,9                        |
| 2012 | 1.953,5                        |
| 2011 | 2.431,2                        |
| 2010 | 1.128,3                        |
| 2009 | 1.346,5                        |
| 2008 | 934,4                          |
| 2007 | 932,9                          |

## Principals mercats d'exportació
| Destinatari         | Valor exportacions 2013 (milions €) | %    |
| ------------------- | ----------------------------------- | ---- |
| Països UE + OTAN    | 1.511,9                             | 38,7 |
| Emirats Àrabs Units | 717,0                               | 18,3 |
| Austràlia           | 609,1                               | 15,7 |
| Aràbia Saudita      | 406,4                               | 10,4 |
| Resta               | 663,5                               | 16,9 |

## Llista d'empreses del sector Defensa a Espanya[calcitació]
- Adaro Tecnología, SA
- A.D.M. Electrónica
- Aerlyper S. A. AMP Española, S.A.
- Aeronáutica Industrial, S.A. (AISA)
- Airtec Environmental, S.L.
- Alava Ingenieros Aplein ingenieros, S.A.
- Alcatel Espacio
- Altarriba Deportes
- AMPER Programas de Electrónica y Comunicaciones, S.A.
- Antonio Casas S.A. (Acsa)
- Ardesa, S.A.
- Argus Seguridad, S.A.
- Arlaz Estudio de Arquitectura Informática, SL
- Armas Eibar, S.A.L. (Extinguida en 2013)[8]
- Armas Parkemy, S.L.
- Arnero Sociedad de Comercio Fábrica Española de Confecciones (FECSA)
- Asaey, S.L. Fabrinor
- Askin, S.A. Facet Box, S.L.
- Astilleros Gondán, S.A. Falken, S.A.
- Astilleros Neumáticos Duarry, S.A. Farmi, S.A.L.
- Astron International Fuilmecánica Sur S. L.
- Auxitrón - Scadefensa, S.L
- Avanzit Tecnología Galiana industrial, S.A.
- AYA GAMESA Industrial
- Beretta Bennelli Ibérica Gas-Gas Motos, S.A.
- Bermejo, S.A. Gontrailer, S.L.
- Boinas Elosegui, SA
- Borchers Grupo EV-RIM, SL
- Bressel, S.A. Grupo GMV, S.A.
- Canava Electrónica, S.A. Grupo Tecnobit
- Carabinas Cometa, S.A.L.
- Cicom Sistemas, S.L.
- Cifra y Comunicaciones, S.A.
- CIMSA Ingeniería de Sistemas, S.A.
- Comercial Técnica Rubeda, S.A.
- CompAir Iberia, S.L.
- Compañía Española de Seguros de Crédito a la Exportación (CESCE)
- Compañía Española de Sistemas Aeronáuticos (CESA)
- Computadoras, Redes e Ingenierías, S.A. (CRISA)
- Confecciones Textiles Diana, S.A. Industrial Aeronáutica, S.A. (INASA)
- Construcciones y Auxiliar de Ferrocarriles, S.A. (CAF)
- Consulting Conexión líder, S.L.
- Coritel, S.L.
- Defex
- Detexis International, S.L. Ingeniería y Servicios Aeroespaciales (INSA)
- Diexpor, S.A.
- Digital Equipment Corporation España, S.A.
- Dikar, S.C. Lda. Internacional de Composites, S.A. (ICSA)
- Doca Automoción, S.L. International Technology, S.A. (ITSA)
- Dräger Medical Hispania, S. A, Iturri, S.A.
- Dynesa (Dynamit Nobel Explosivos)
- EADS CASA
- EADS Telecom España
- ELCO Sistemas, S.A.(Grupo Tecnobit desde abril 2000)
- Electroop, S.A. José Miguel Poveda S.A. (JOMIPSA)
- Empresarios Agrupados Aie, S.A.
- Emte Sistemas, S.A
- Ena Telecomunicaciones, S.A.
- Epicom, S.A.
- Equipos Industriales de Manutención, S.A (EINSA)
- Equipos Móviles de Campaña Arpa, S.A.
- EREMU, S.A. Larrañaga y Elorza, S.A.
- Escribano Mechanical & Engineering S.L.
- Especialidades Eléctricas, S.A, (ESPELSA)
- Explosivos Alaveses, S.A. (EXPAL)
- Fábrica Española de Cartuchería, S.L. (FEC)
- Grupo de Ingeniería Reconstrucción y Recambios, S.A. (JPG)
- GTD Ingeniería de Sistemas y Software Industrial, S.A.
- Hempel Pinturas, S.A.
- Hisdesat
- Hispasat S.A.
- HISPATEL, S. L.
- Ibérica del Espacio, S.A.
- Indra Sistemas, S.A.
- Industria Auxiliar de Mecanización, S.A. (JAL)
- ITP
- Industrias y Confecciones, S.A. (Induyco)
- Informática El Corte Inglés, S.A.
- Ingeniería de Sistemas para la Defensa de España, S A (ISDEFE)
- Ingeniería Diseño y Desarrollo Tecnológico (IDDT)
- Instalaza, S.A.
- Instituto Nacional de Técnica Aeroespacial (INTA)
- IVA
- Iveco-Pegaso, S.A.
- Izar
- J.J. Sarasqueta Zubiarrementaría
- José Mutiloa
- Kromson, S.A.
- Kynos, S.A.
- La Industrial Guipuzcoana (Extinguida en 2008)[9]
- Lanber Armas, S.A.
- Langa Industrial, S.A.
- Lorca Industrial, S.A. Setroson, S.A. (STS)
- M. Torres Diseños Industriales, S.A. Simave, S.A.
- Manufacturas Valle, S.A.
- Martín Zaballos, S.A.(MARZASA) Sistemas y Vehículos de Alta Tecnología (SVAT)
- Matra Radio Systems, S.A. Mecanizaciones Aeronáuticas (MASA)
- Meisa Defensa y Transporte, S.L. Sociedad Anónima Placencia de las Armas (SAPA)
- Microfusión de Aluminio Sociedad Española de Procedimientos FIT, S.A.
- Montorretas S.A. Sociedad Española del Acumulador TUDOR, S.A.
- Munters Spain S.A. Software AG España, S.A.
- Navalips Subcontratación Proyectos Aeronáuticos, S.A. (SPASA)
- Nicolás Correa, S.A. Suministro de Conectores Profesionales, S.A. (SCP)
- Nissan Motor Ibérica, S.A.
- Novalti Talleres Iruña, S.A.
- Page Ibérica, S.A. (PISA)
- Parafly, S.A.
- Partek Cargonet, S.A.
- Perdigones Azor
- Peugot Talbot España, S.A.
- Plásticas Oramil, S.A.
- Productos Aitor, S.A. Tecnove
- Protec Fire, S.A. Tecomar SL
- QUALITY BT MEASUREMENT, S.L.
- Radiación y Microondas, S.A. (RYMSA)
- Raytheon España Telefónica de Sistemas, S.A.
- Rhode Schwarz España, S.A.
- ROBERT BOSCH ESPAÑA, S.A. TGA
- Rodman Polyships Tratamientos y procesos Finales Aeronáuticos S.A. (TPA)
- S.K. 10, S.L. Trust Eribarres, S.A.
- SAFT Nife Ibérica, S.L. Turbair, S.A.
- SAINSEL Sistemas Navales, S.A.
- Santa Bárbara Sistemas UEE
- Santana Motor URO, Vehículos Especiales, S.A. (UROVESA)
- SENER Grupo de Ingeniería, S.A.
- Servicios Generales de Teledifusión, S.A. (SGT)
- Servicios y Proyectos Avanzados, S.A. (SPA)
- Sistemas de Interconexión, S.A, (SINTERSA)
- Sistemas de Interconexión, S.A. (SINTERSA)
- Sistemas Informáticos Abiertos, S.A. (SIA)
- Sociedad Andaluza de Componentes Especiales S.A.(SACESA)
- Sociedad Anónima de Electrónica Submarina (SAES)
- Sociedad Europea de Análisis Diferencial de Movilidad SL (SEADM)
- Sociedad Europea de Detección (SEDET)
- TECAL (Centro de Tecnología de Control de Calidad)
- Técnicas Aeronáuticas Madrid
- Técnicas Aeronáuticas, Defensa y Automoción, S.A. (TADA)
- Tecnología Avanzada para la Defensa SA
- Tecnología Europea Aplicada al Movimiento, S.L. (TEAM)
- Tecnologías Reunidas para la Defensa, S.A. (TRD)
- Tegraf Ingeniería, SL
- Telecomunicación Eléctrica y Conmutación, S.A. (TECOSA)
- Téxtil Santanderina
- Turbo 2000
- Utilis Ibérica, SL
- Zabala Hermanos
- Zodiac Española, S.A.